# Klostergasse 1 (Dornbirn)

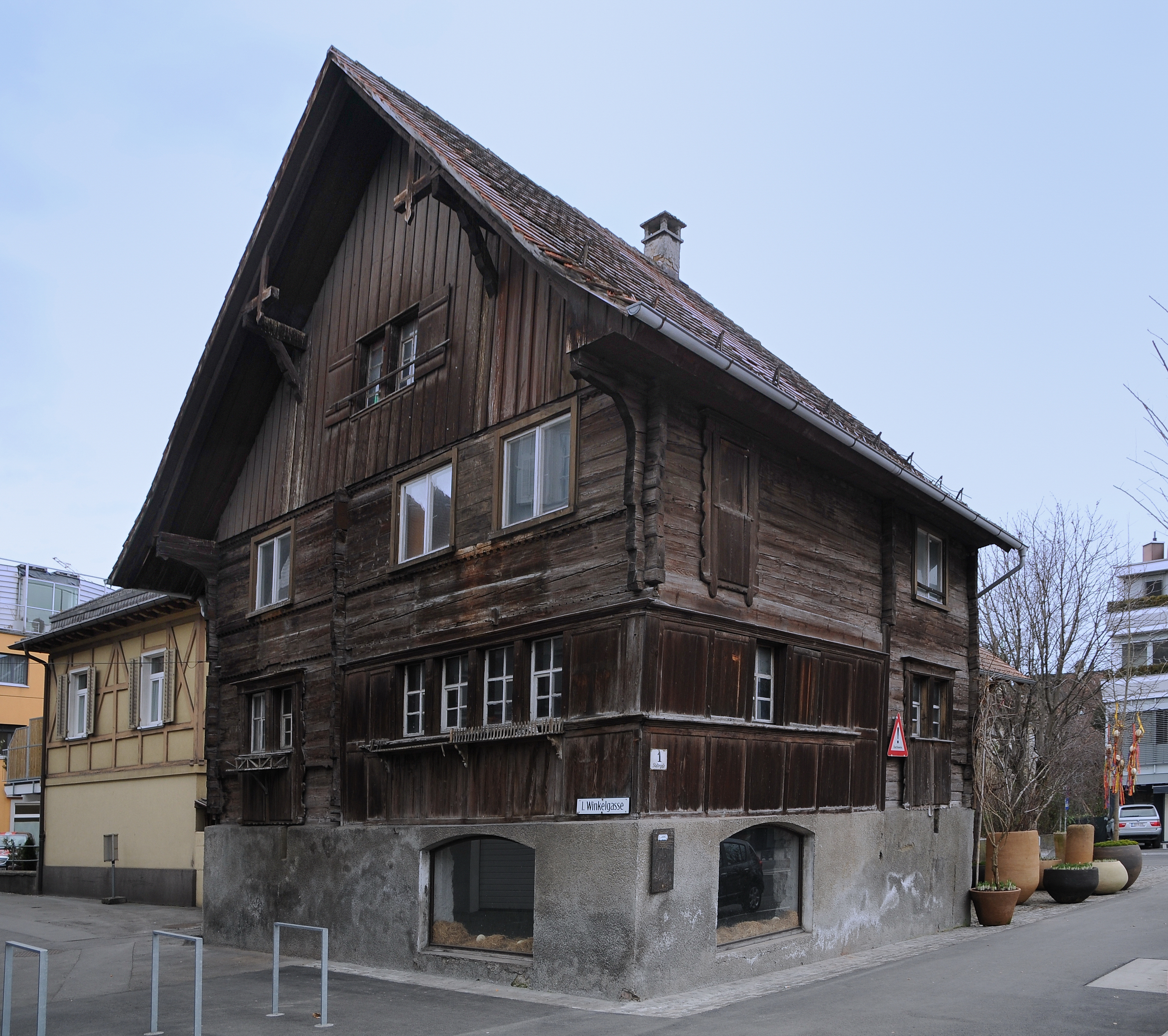
Rheintalhaus in der Klostergasse in Dornbirn

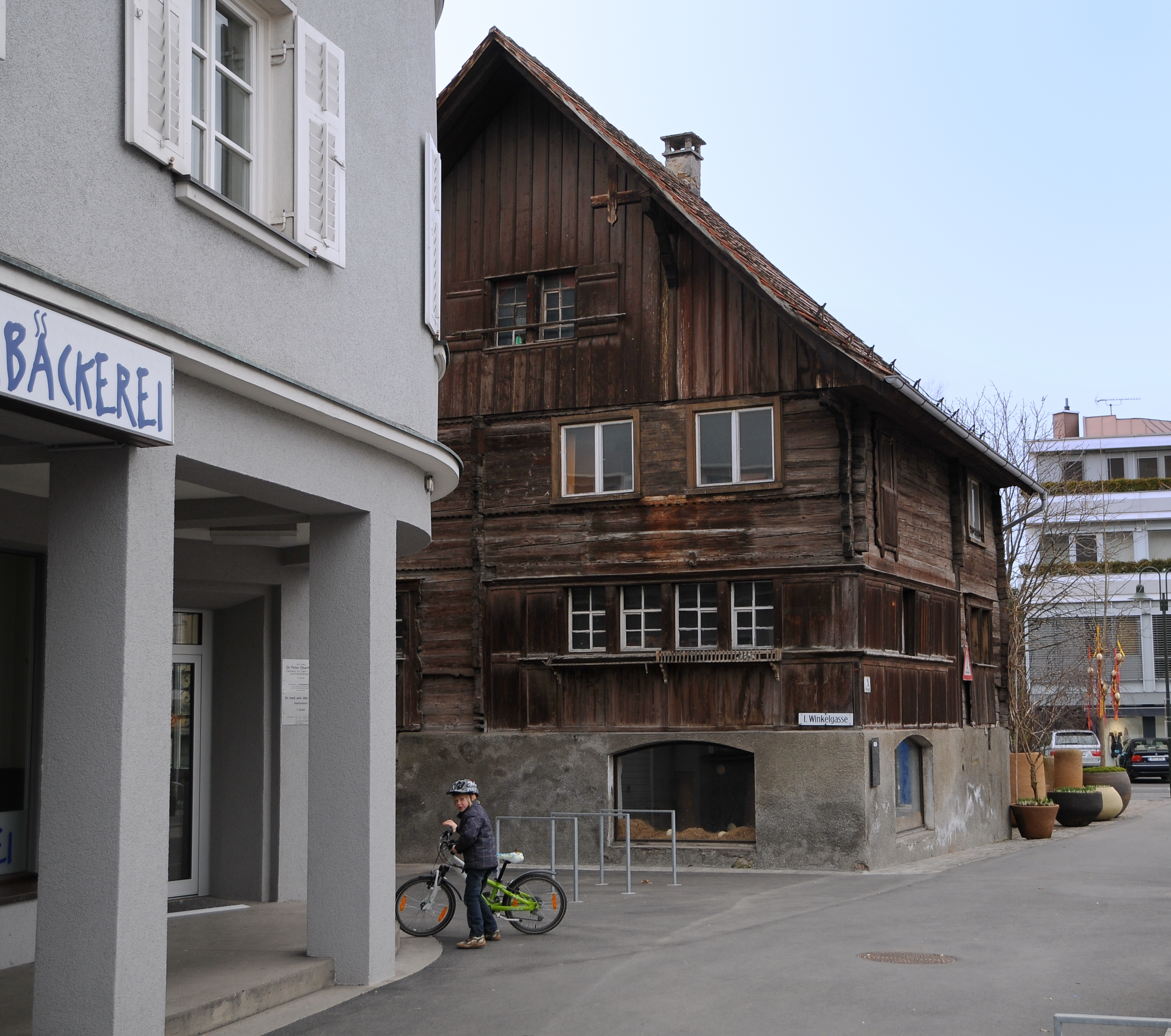
Haus von der Winkelgasse aus

Das Rheintalhaus steht an der Ecke Klostergasse 1 und Winkelgasse 1 im Dornbirner Stadtteil Markt. Das Bauwerk steht unter Denkmalschutz.
Das hölzerne, im Stil eines Rheintalhauses gebaute Gebäude wurde um 1700 errichtet. Es ist ein Beispiel der in Dornbirn immer seltener werdenden ursprünglichen Bauernhäuser.

## Architektur
Auf dem gemauerten Kellergeschoß, das früher als Werkstatt oder als Webkammer genutzt wurde, steht ein zweigeschoßiger hölzerner Blockbau in Kopfstrickbauweise. In diesem Teil sind die Wohnräume und die Küche untergebracht. Besondere Baudetails sind die hölzernen Wandvertäfelung und die ornamental geschnittenen Fensterumrahmungen, die Zugladen enthalten.